# عقد زواج (مسلسل)
عقد زواج (بالكورية: 결혼계약) هو مسلسل كوري جنوبي من بطولة لي سيو جين ويوي. عرض على قناة إم بي سي في 5 مارس حتى 24 أبريل 2016.

## روابط خارجية
- عقد زواج على موقع IMDb (الإنجليزية)
- عقد زواج على موقع نتفليكس (الإنجليزية)
- عقد زواج على موقع كينوبويسك (الروسية)
- عقد زواج على موقع قاعدة بيانات الفيلم (الإنجليزية)